# Гинцбург
Гинцбург (њем. Günzburg) општина је у њемачкој савезној држави Баварска. Једно је од 34 општинска средишта округа Гинцбург. Према процјени из 2010. у општини је живјело 19.689 становника. Посједује регионалну шифру (AGS) 9774135.

## Географски и демографски подаци
Гинцбург се налази у савезној држави Баварска у округу Гинцбург. Општина се налази на надморској висини од 440–517 метара. Површина општине износи 55,4 km². У самом мјесту је, према процјени из 2010. године, живјело 19.689 становника. Просјечна густина становништва износи 355 становника/km².

## Међународна сарадња
| Мјесто  | Држава    | Врста сарадње | Од    |
| ------- | --------- | ------------- | ----- |
| Провајс | Италија   | контакт       | 2000. |
| Лањон   | Француска | партнерство   | 1981. |
| Извор   |           |               |       |